# Броновиці-Малі

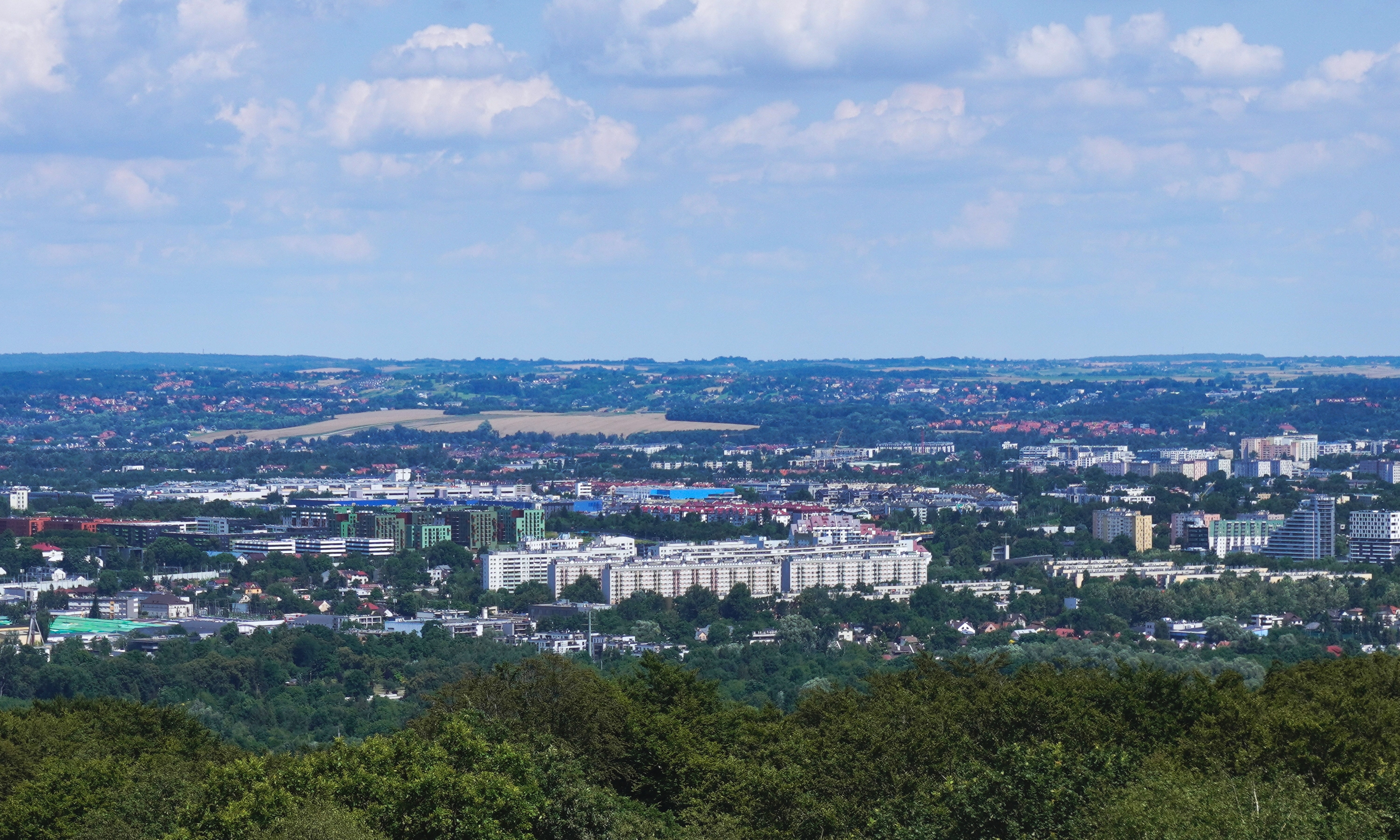
Bronowice Małe — вид з кургану Пілсудського

Броновиці-Малі (пол. Bronowice Małe) — район Кракова, що входить до дільниці VI Броновіце, колишнє село. Включене до межі Кракова німцями у 1941 році, а формально 18 січня 1945 року як 35-а кадастрова дільниця.

## Розташування
Броновіце Мале межувало з:
- з півночі — з Броновіці Великі (Bronowice Wielkie), по вул. Пастерніка та вул. Еліаша Радзіковського;
- зі сходу — з Лобзов, вулицями Л. Ридла та Я. Леа;
- з півдня — з Волею Юстовською, по вулицях Я. Леа та Віденській;
- із заходу — з Мидльниками по вул. С. І. Віткевича та села Жонська вздовж сучасної межі міста на захід від вул. В. Тетмаєра;

## Історія
З 1294 року місцевість належала до власності костелу Св. Марії в Кракові. Кожен протоієрей (парафія) святої Марії отримував прибуток із землі у вигляді ренти та десятини. У 1573 р. парох Миколай Ватхек, перед тим придбавши сільраду, заснував тут фільварок (хутір). На початку XIX століття було збудовано дерев'яний «Dworek Mariacki», в якому влаштовано приватну каплицю.
20 листопада 1900 року в Броновицькому маєтку Влодзімєжа Тетмайєра, пізніше названому Ридловкою, відбулося весілля поета Люціана Риделя та Ядвіги Миколайчиківни, жительки Броновиць. Ця подія стала основою для драми Станіслава Виспянського «Весілля».
У 1934—1941 роках село входило до тодішньої гміни Броновіце Мале. Воно було приєднано німцями до Кракова в 1941 році як округ завдяки зусиллям генерал-губернатора Ганса Франка. Того ж року до межі Броновіце з центру Кракова була проведена трамвайна лінія, яка пролягала новою колією через теперішню вулицю Крулевську. Лінія закінчувалася трамвайною зупинкою на перехресті вулиць Л. Ридла та Броновицької (біля колишньої міської мита). У 1975 році трамвайний маршрут від Броновіце було продовжено до керунку масива Видок (нині Броновіце Мале).
Залізнична лінія Краків-Катовіце проходить через середину Броновіце Мале, Сільський план північної частини колишнього села Броновіце Мале (навколо вулиць В. Тетмаєра (Tetmajera), Під Стріхою (Pod Strzechą), Катовицька (Katowicka), Желєнського (Żeleńskiego)) внесено до муніципального реєстру пам'яток Кракова.

## Об'єкти та установи
- Ридловка — філія Історичного музею міста Кракова
- Садиба Тетмаєрівка
- Костел св. Антонія Падевського на місці колишньої садиби прелатів Св. Марії[4]
- Костел св. Войцеха на вул. Войцеха[5]
- Комплекс історичної садибної забудови, нині Маріяцький центр дозвілля та відпочинку на вул. Під Стрехою[6]
- Схрон амуніції «Броновице», що належить до форту 41 «Броновіце Мале»
- Форт редутний 7 «За річкою»
- каплиця св. Якова з 1867 р. на вул. Тетмаєера, фундований Якубом Сусулою
- Каплиця Пресвятої Діви Марії з 1850 р. на вул. Катовіцкій
- Дитячий майданчик по вул. Тетмаєра, на місці колишнього ставу посеред села, званого гусячим ринком або гусячим юрнеком[7]
- Каплиця на вул. Фільтрова — центр колишнього поселення Заржече, де була ринкова площа, міст на Млинувку Крулевську та млин — нині територія автобусної зупинки «Bronowice Małe».

## Люди, пов'язані з Броновиці Малі
- Влодзімеж Тетмаєр (1861—1923), художник і письменник
- Лук'ян Ридель (1870—1918), поет
- Юзефа Зінгер (1881—1955), прототип Рейчел із «Весілля»
- Анна Ридловна (1884—1969), медсестра, прототип Ганечки з «Весілля»
- Станіслав Трушковський (1917—1986), місцевий парох
- Марія Ридлова (нар. 1924), редактор, історик літератури
- Ян Ридель (нар. 1959), історик

## Галерея

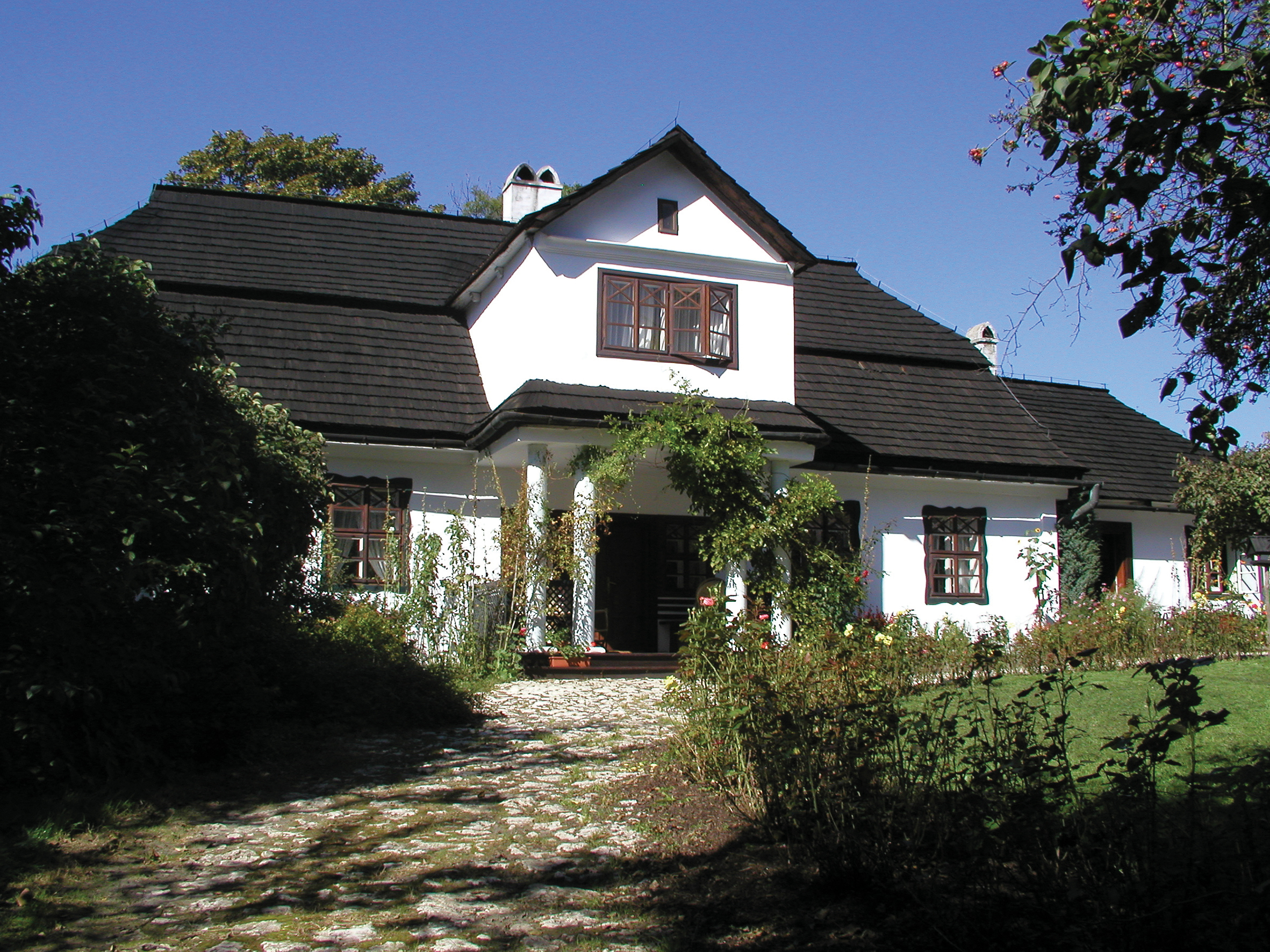
Тетмаєрівка
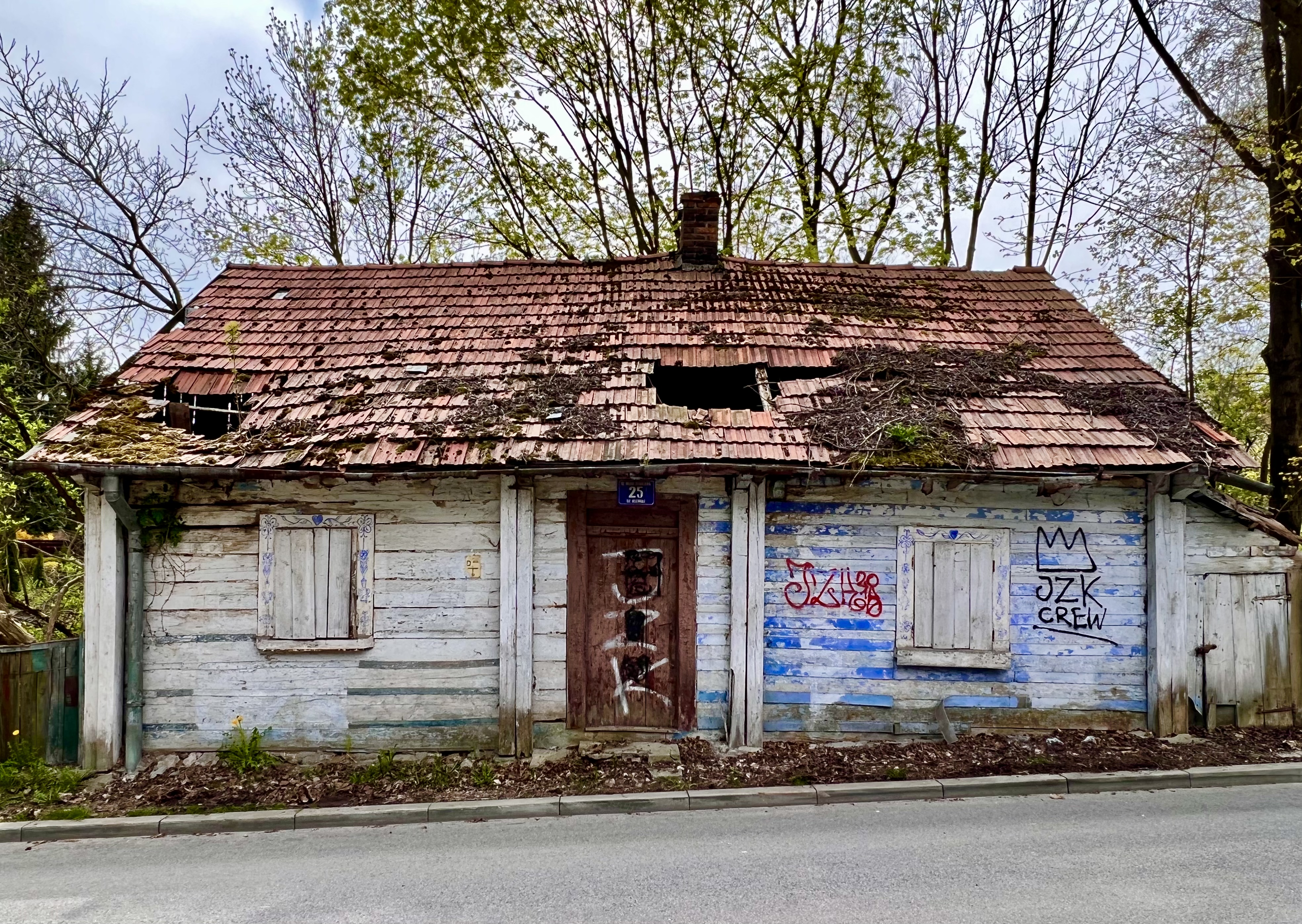
Броновицька хата на вул. Тетмаєра 25 (ul. W. Tetmajera 25)
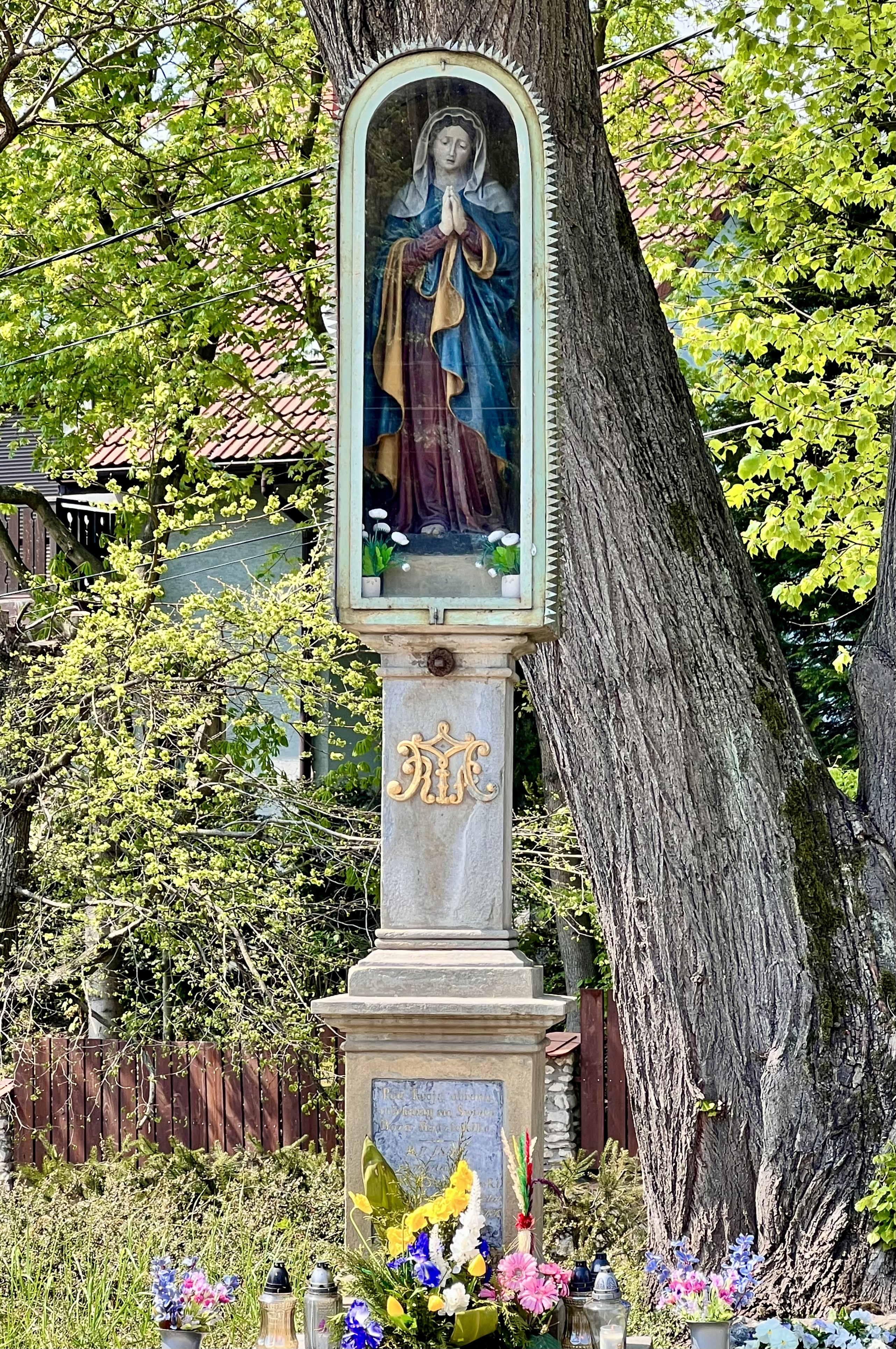
Капичка Присвятої Діви Марії від 1850 року на вул. Катовицькій (ul. Katowickiej)
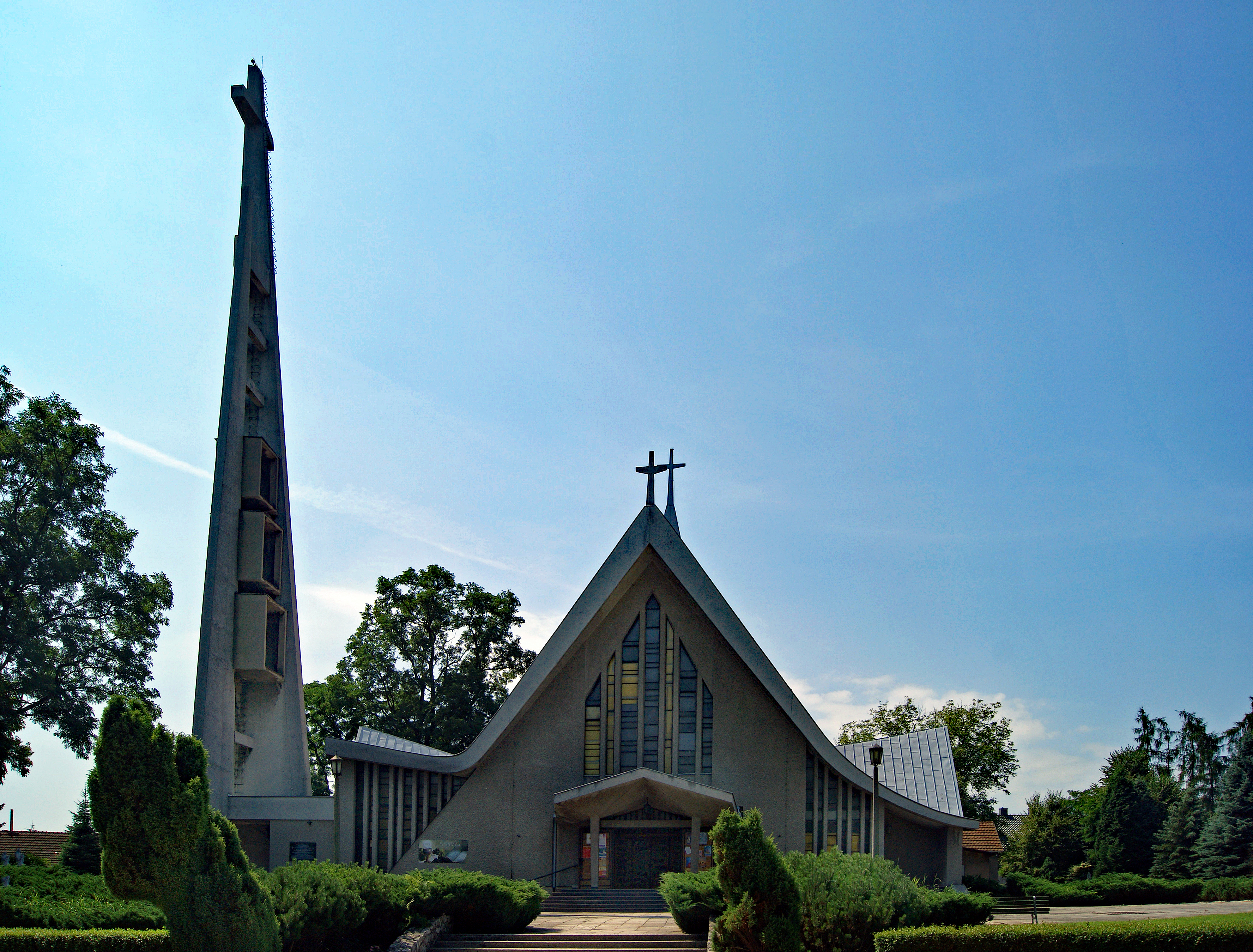
Парафія св. Антонія Падевського на вул. Під Стріхою (ul. Pod Strzechą)
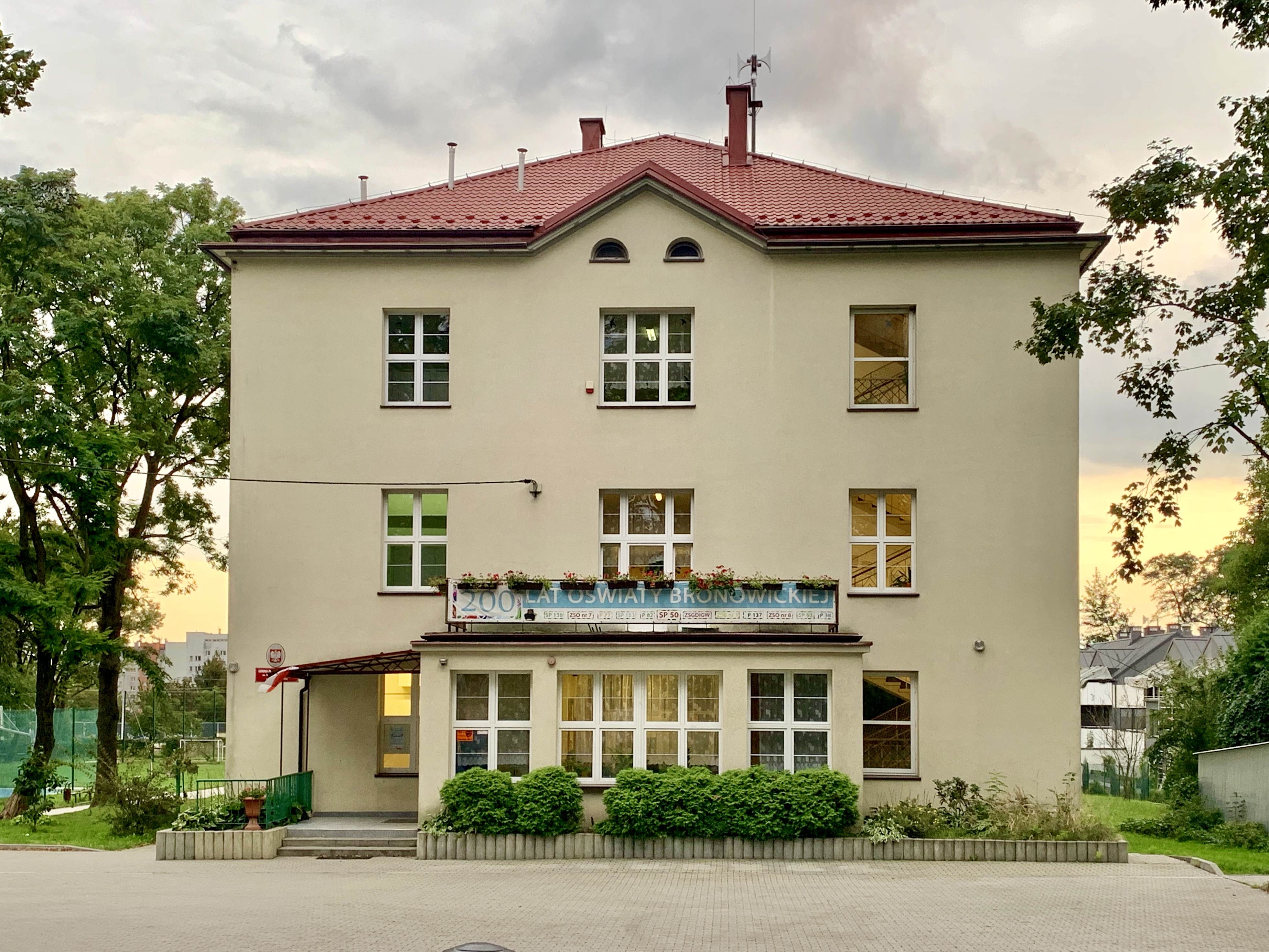
Школа початкова №50 ім. Влодзімежа Тетмаєра на вул. Катовицькій (ul. Katowickiej)
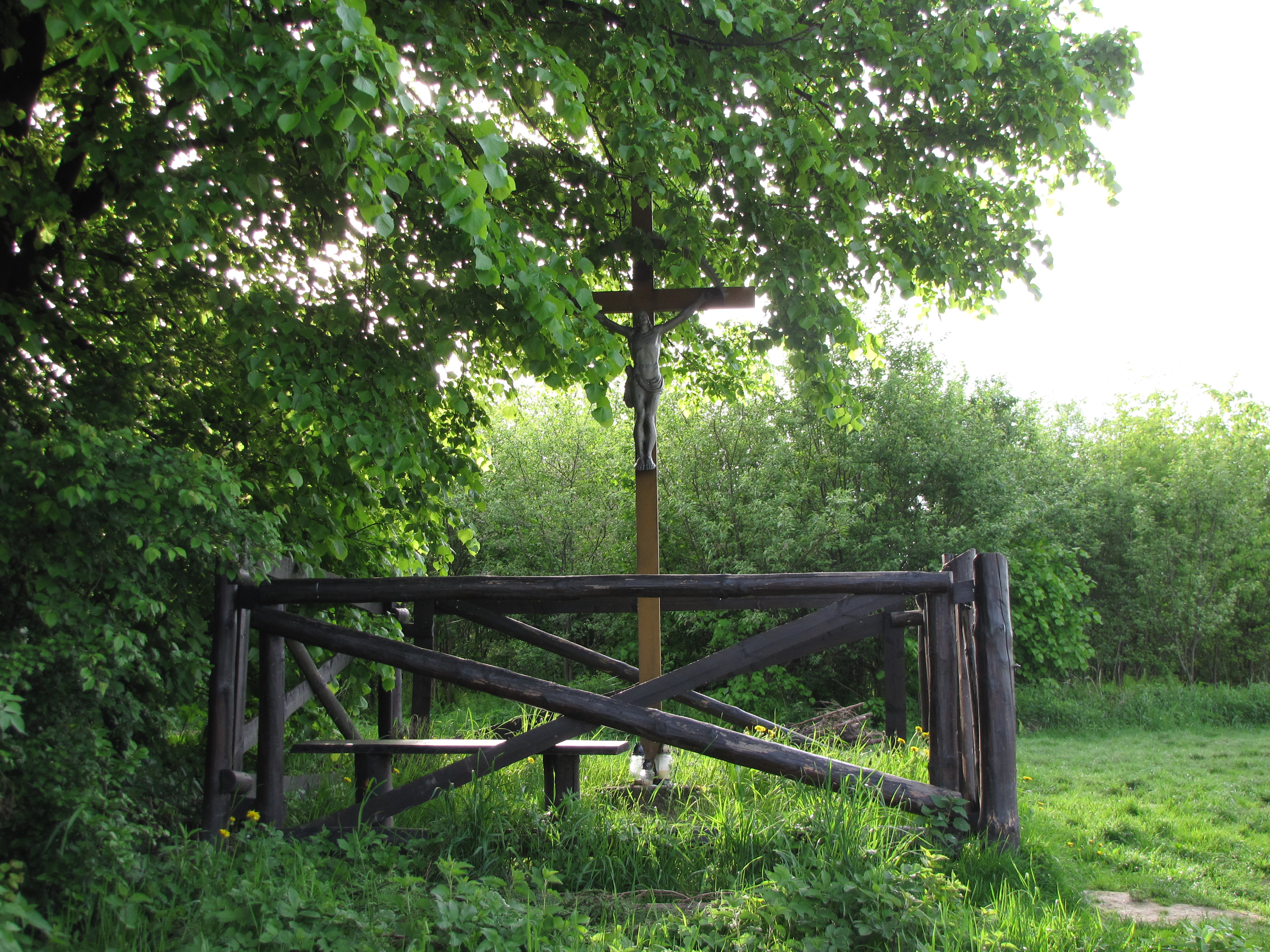
Хрест "під липкою" на вуд. Віткевіча (ul. Witkiewicza)
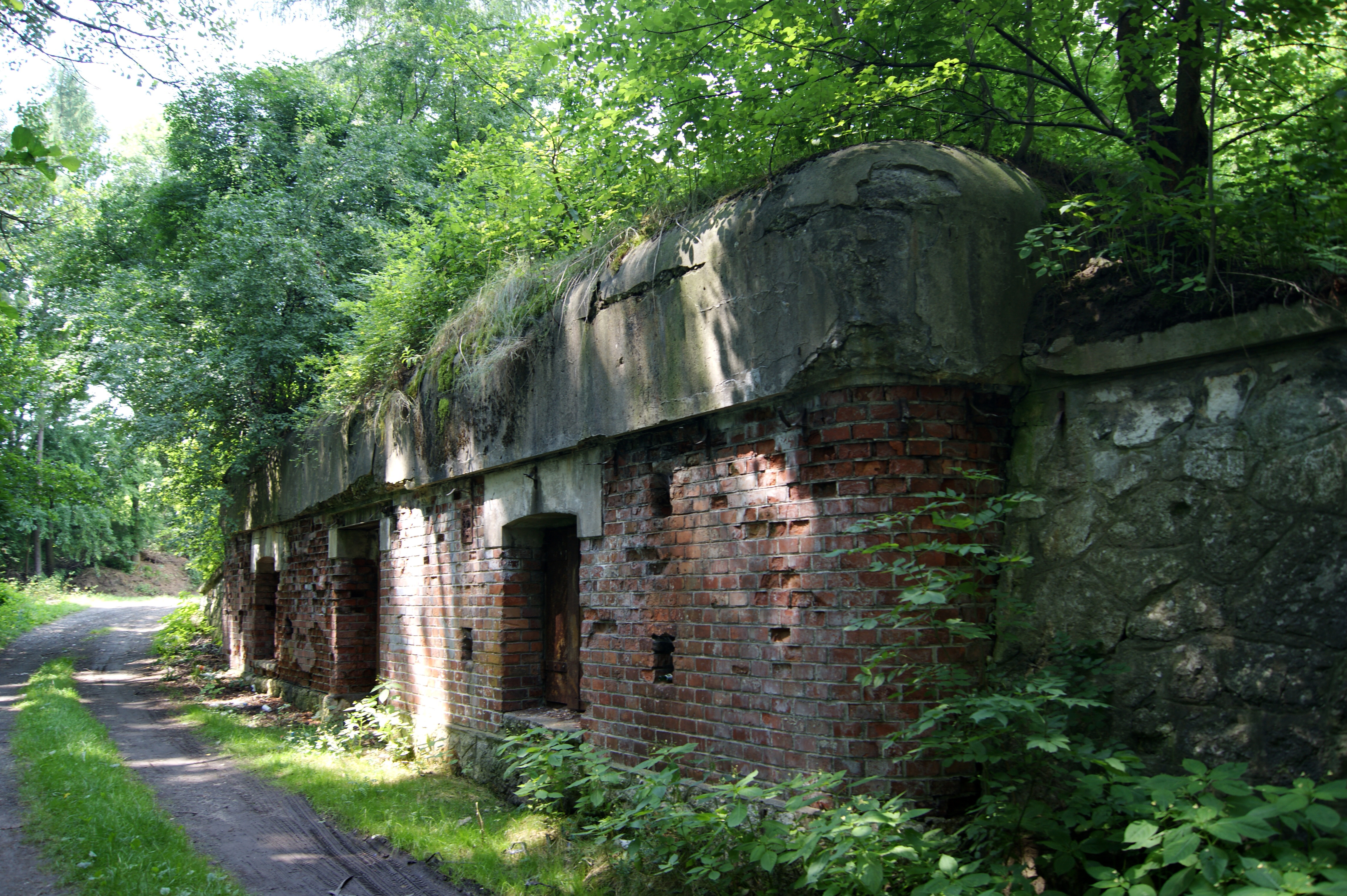
Схрон амуніційний на вул. Тетмаєра (ul. Tetmajera)

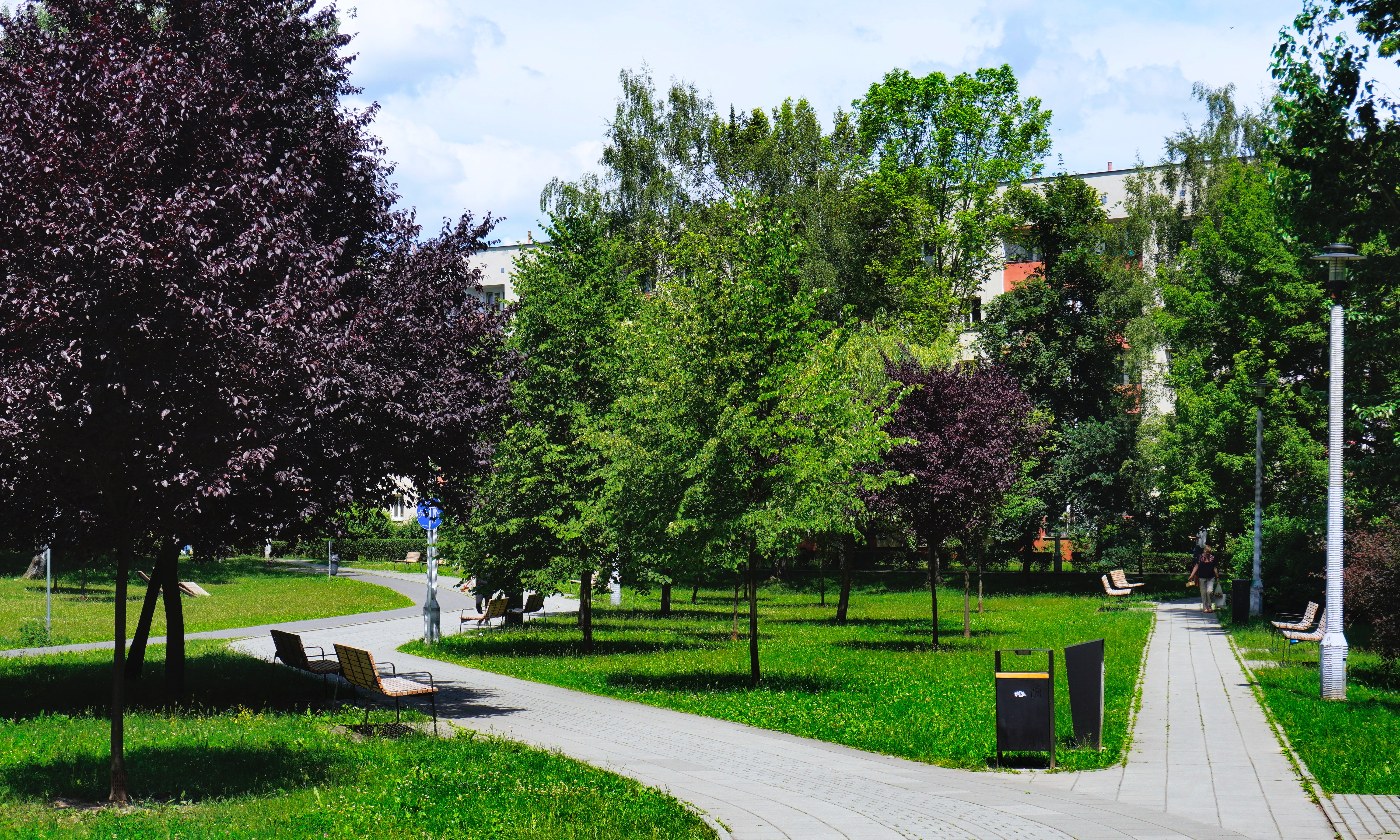
Парк Млинувка Крулєвська
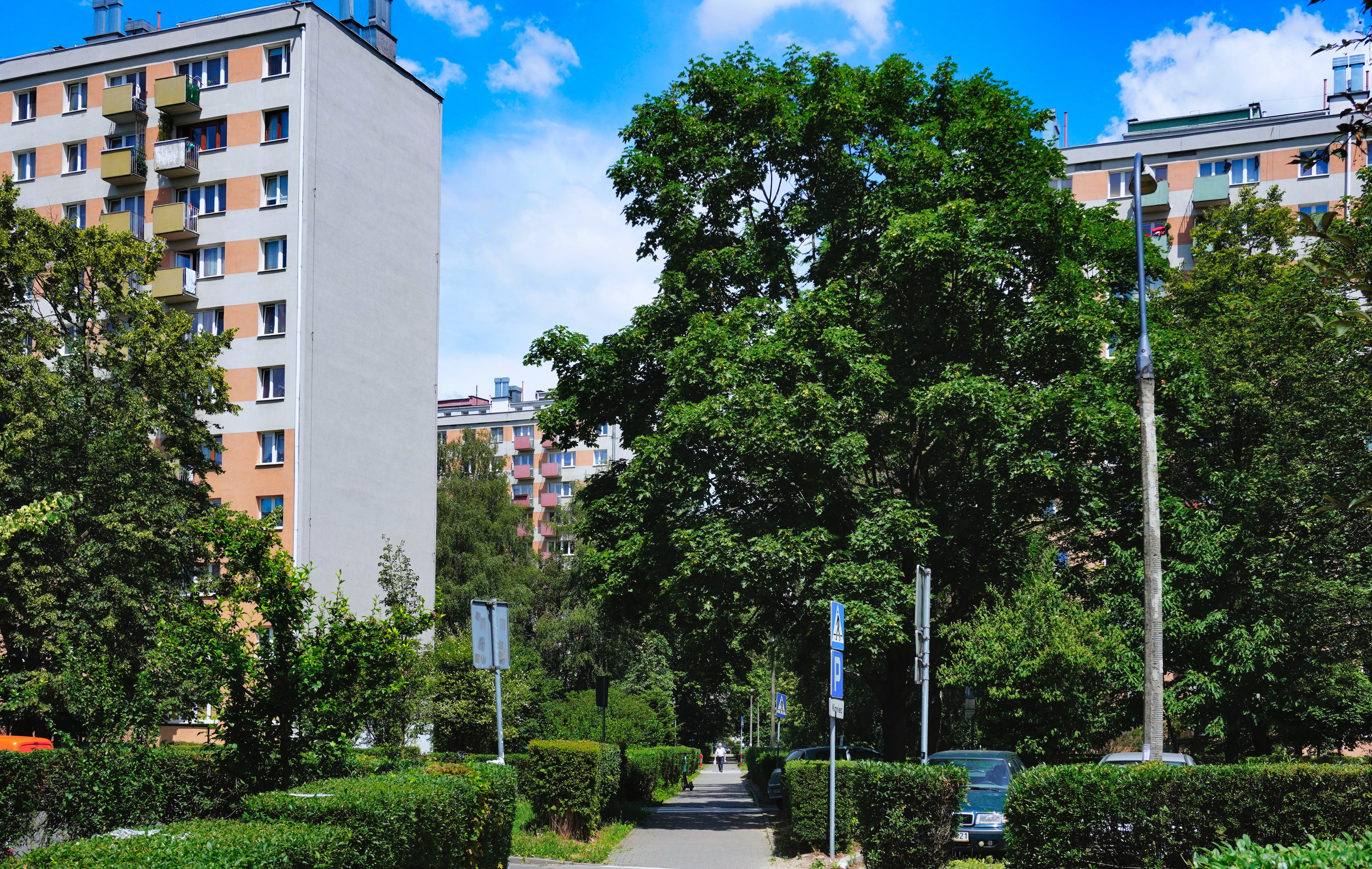
Масив Броновіце Нове
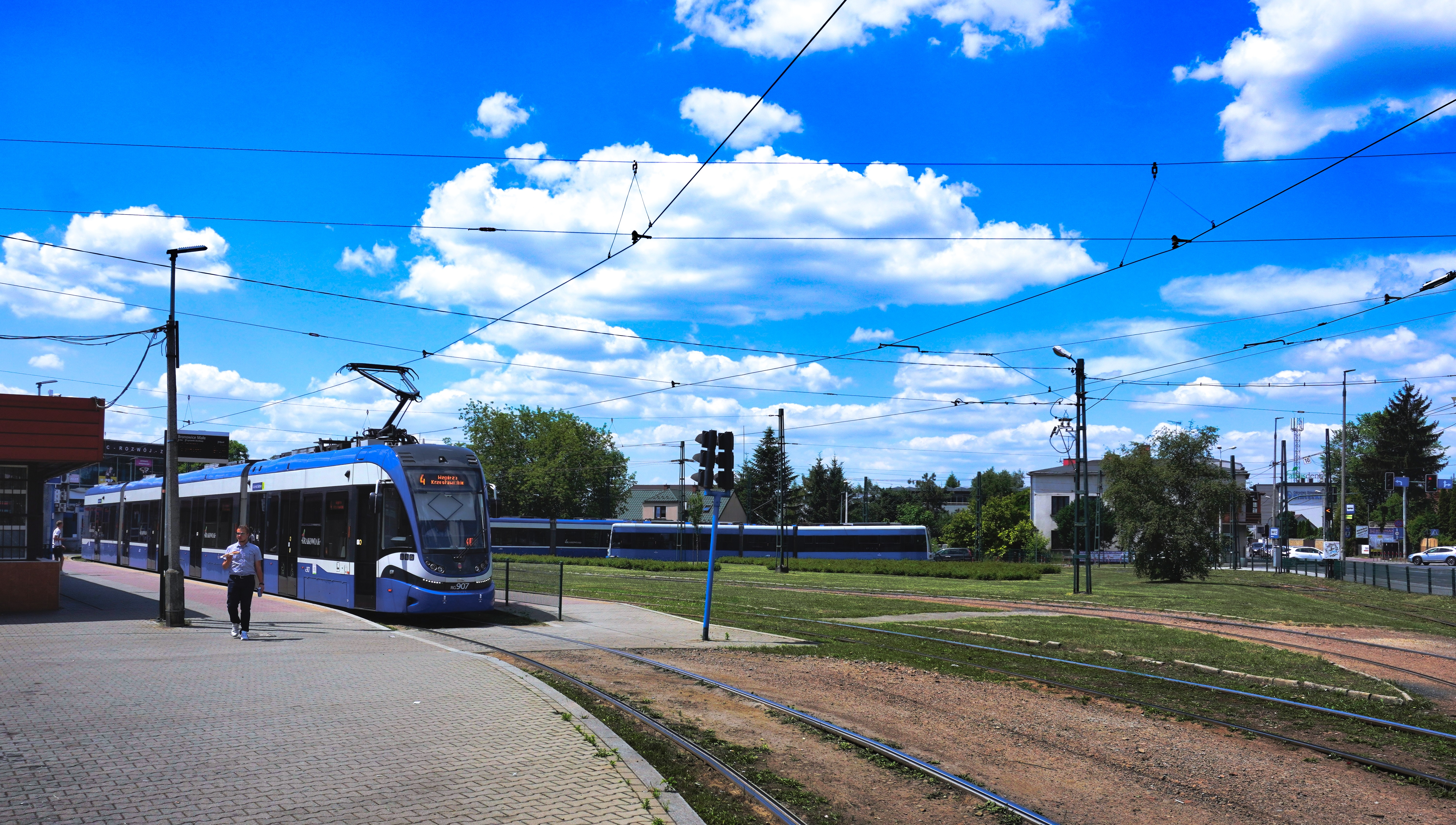
Трамвайна петля Броновіці Малі (Bronowice Małe)
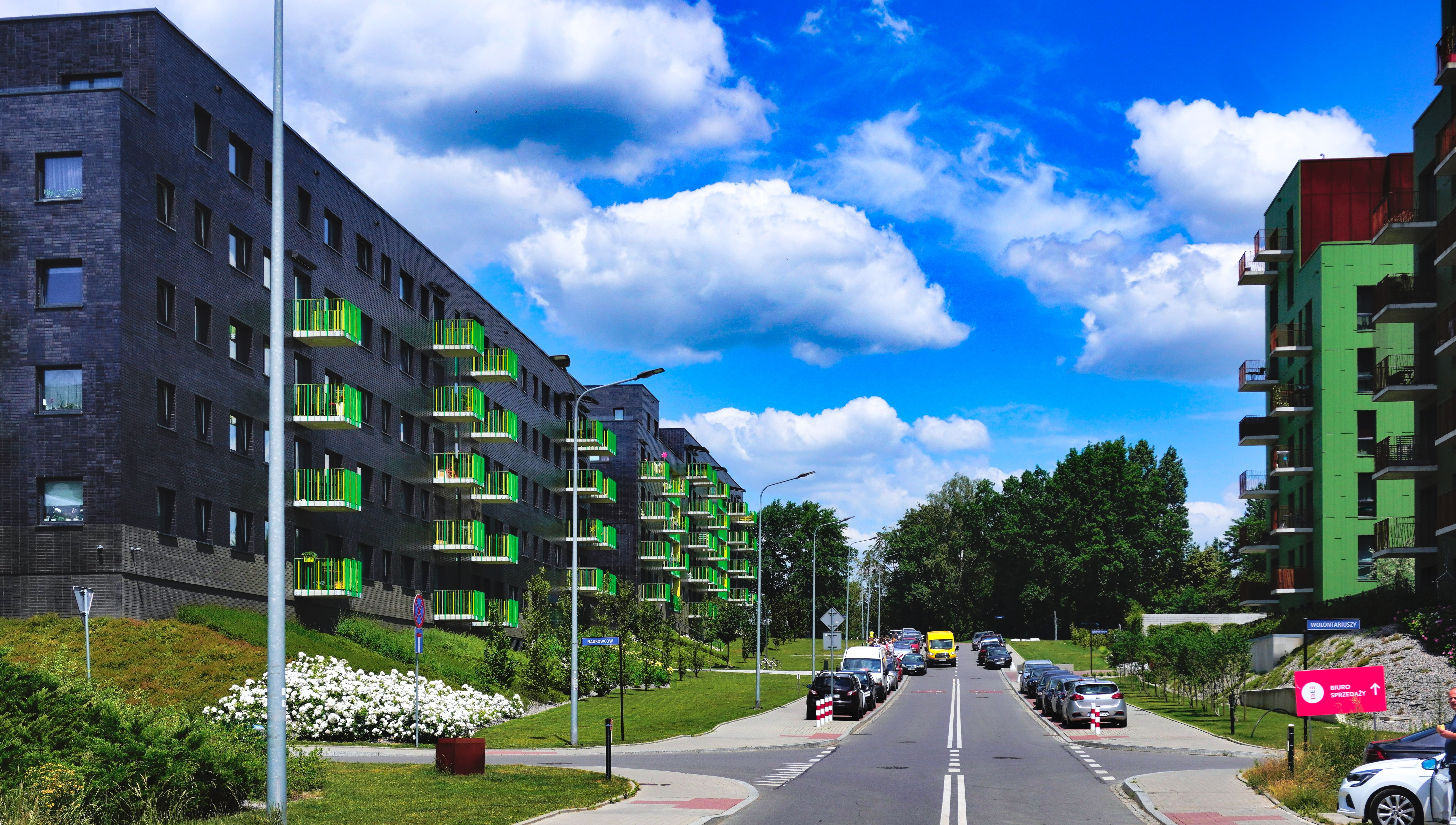
Вул. Візіонерів, масив "Мешкай у місті" (Ulica Wizjonerów)
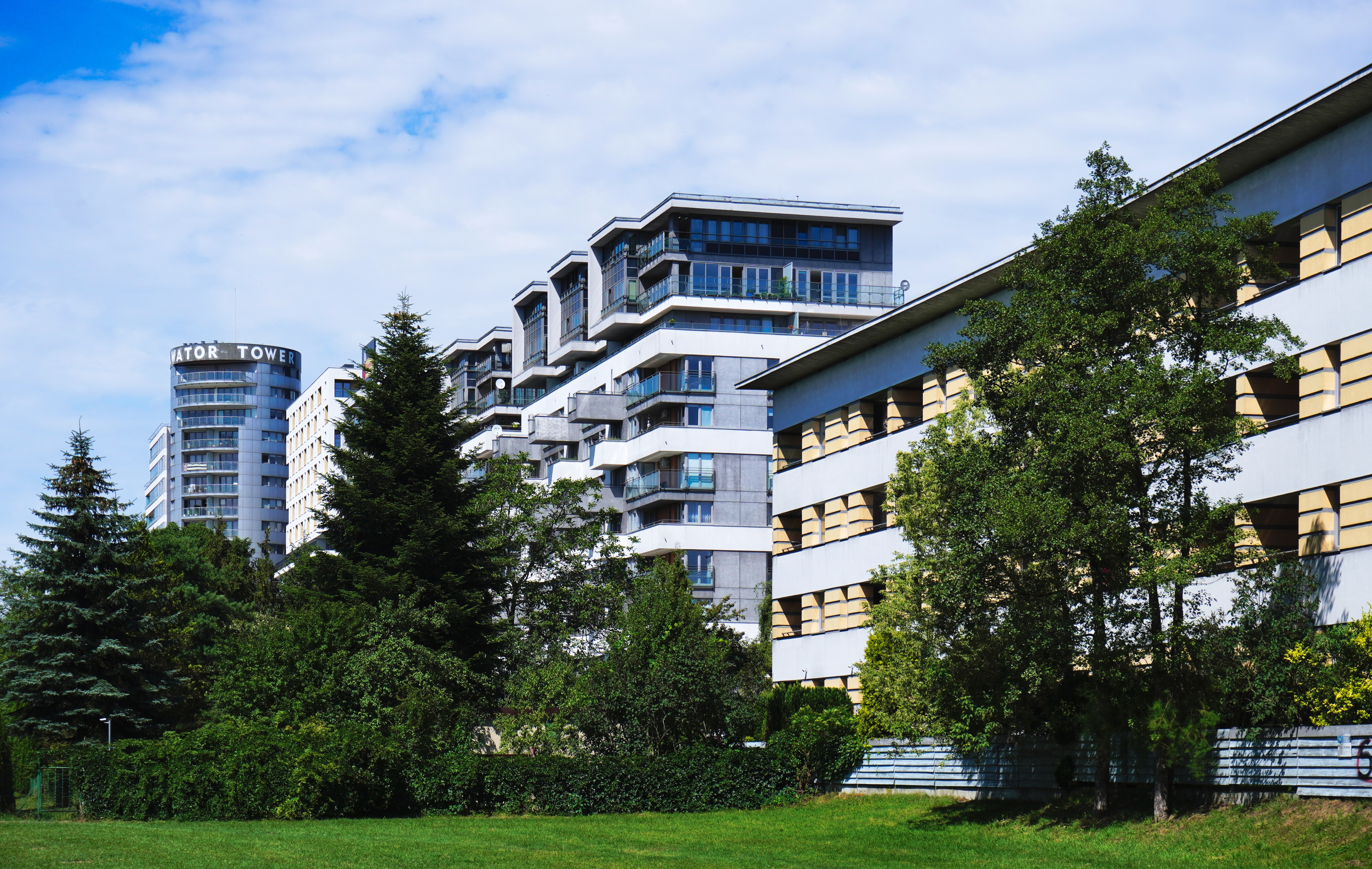
Забудова житлова на вул. Шабловського та вул. Станьчика
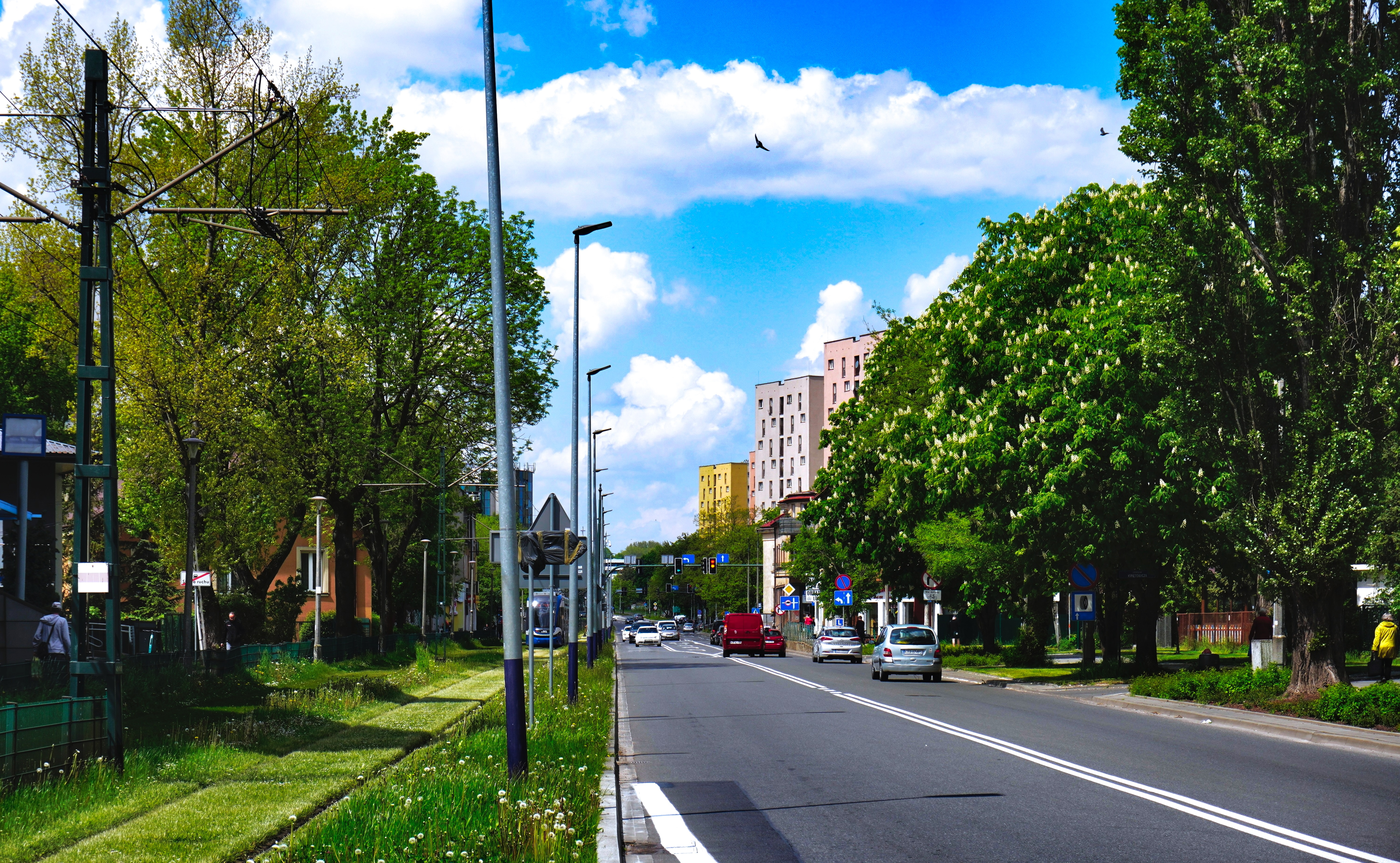
вул.Броновицька
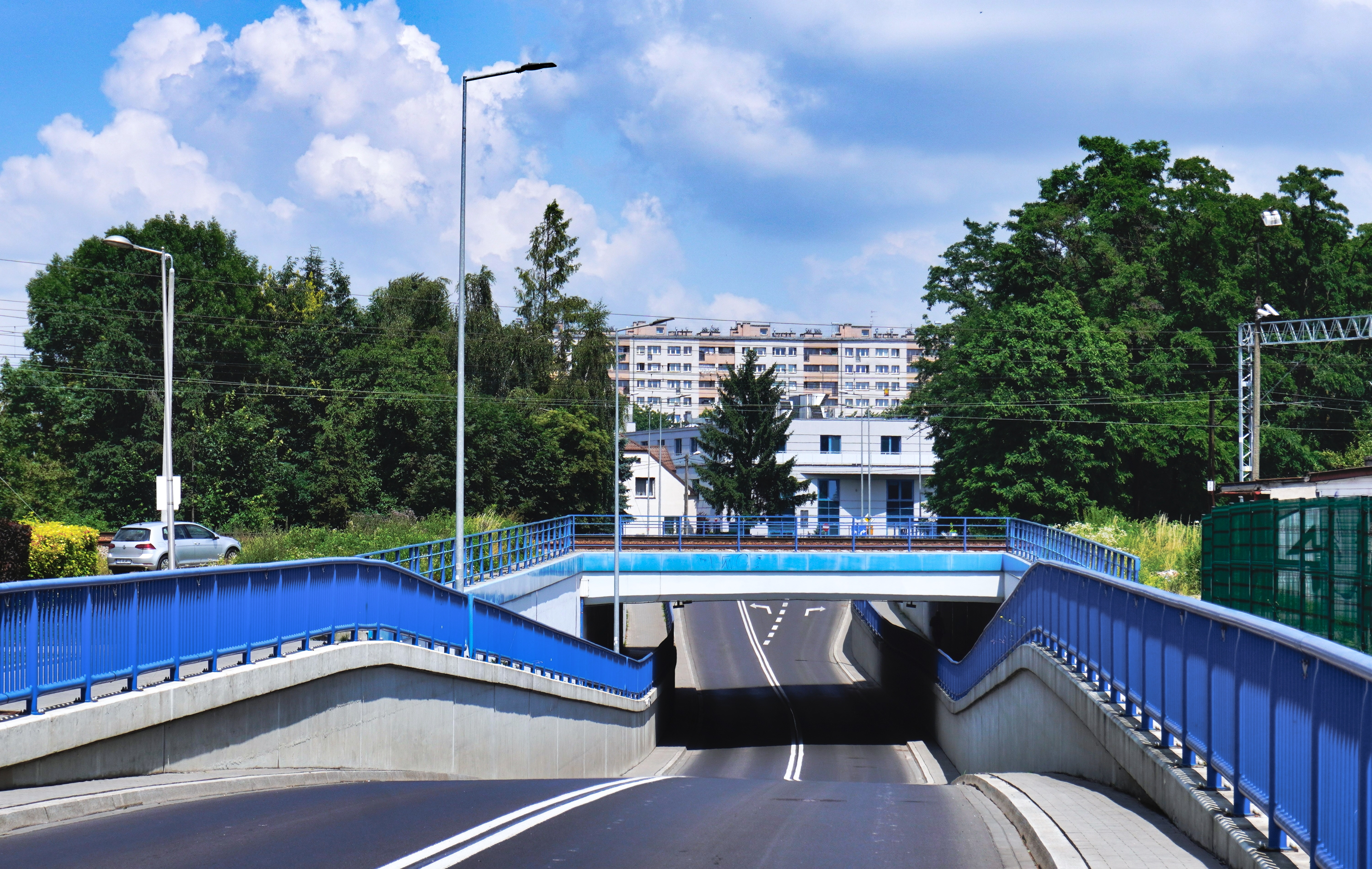
вул. Луціана Ридла (Ulica Lucjana Rydla), віадук залізничний